# Rafael Montero
Rafael Montero Quezada (Higuerito, 17 ottobre 1990) è un giocatore di baseball dominicano, lanciatore di chiusura per i Houston Astros nella Major League Baseball.

## Minor League (MiLB)

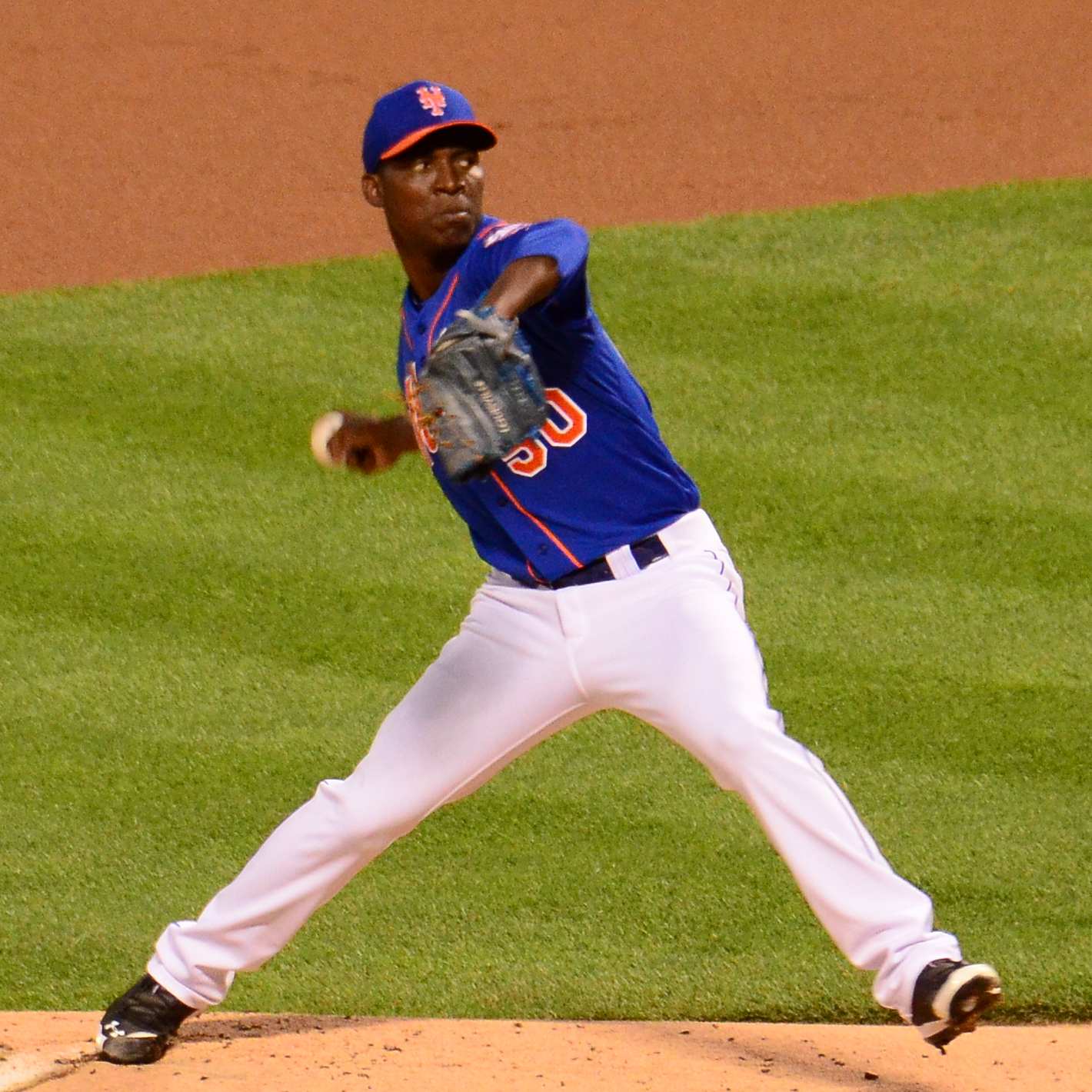
Montero nel 2014

Montero firmò come free agent amatoriale nel 2011 con i New York Mets. Nello stesso anno giocò con quattro squadre finendo con 5 vittorie e 4 sconfitte, 2.15 di ERA, una salvezza su una opportunità e .208 alla battuta contro di lui in 17 partite di cui 12 da partente (71.0 inning).  Nel 2012 giocò con due squadre finendo con 11 vittorie e 5 sconfitte, 2.36 di ERA e .212 alla battuta contro di lui in 20 partite tutte da partente con un incontro giocato interamente (122.0 inning).
Il 14 gennaio 2013 venne invitato per partecipare al ritiro pre-stagionale con i Mets. A termine stagione giocò con due squadre finendo con 12 vittorie e 7 sconfitte, 2.78 di ERA e .232 alla battuta contro di lui in 27 partite tutte da partente (155.1 inning). L'11 febbraio 2014 venne invitato nuovamente a partecipare al ritiro della pre-stagione dei Mets. Giocò con 3 squadre terminando con 6 vittorie e 4 sconfitte, 3.45 di ERA e .231 alla battuta contro di lui in 18 partite tutte da partente (86.0 inning).
Nel 2015 giocò con tre squadre differenti finendo con una vittoria e nessuna sconfitta, 3.38 di ERA e .257 alla battuta contro di lui in 7 partite di cui 6 da partente (18.2 inning). Nel 2016 giocò con due squadre finendo con 8 vittorie e 9 sconfitte, 5.30 di ERA e .285 alla battuta contro di lui in 25 partite tutte da partente (129.0 inning), completando un'intera partita. 

## Major League (MLB)

### New York Mets (2014-2018)
Rafael venne promosso il 14 maggio 2014 e debuttò lo stesso giorno al Citi Field di New York, contro i New York Yankees. Il 31 maggio venne opzionato in AAA. Il 12 agosto venne richiamato e rimase fino al 23 dello stesso mese prima di esser nuovamente opzionato. Il 6 settembre venne reinserito nel roster dei Mets. Chiuse la stagione con una vittoria e 3 sconfitte , 4.06 di ERA e .257 alla battuta contro di lui in 10 partite di cui 8 da partente (44.1 inning).
Il 29 aprile 2015 venne inserito nella lista degli infortuni per un'infiammazione della cuffia dei rotatori della spalla destra, il 24 luglio venne spostato sulla lista dei 60 giorni finendo la stagione regolare con nessuna vittoria e una sconfitta, 4.50 di ERA e .255 alla battuta contro di lui in 5 partite di cui una da partente (10.0 inning).
L'11 marzo 2016 venne opzionato in AAA. Il 13 aprile 2016 venne promosso ma solo dopo 10 giorni venne nuovamente opzionato. Il 29 agosto venne richiamato per un solo giorno. Il 6 settembre venne promosso per l'ultima volta in stagione finendo con nessuna vittoria e una sconfitta, 8.05 di ERA e .299 alla battuta contro di lui in 9 partite di cui 3 da partente (19.0 inning), lanciando prevalentemente una four-seam fastball con una media di 93,48 mph.
Il 20 aprile 2017 è stato opzionato in "PCL" ai Las Vegas 51s. Il 5 maggio è stato richiamato in 1ª squadra. Saltò l'intera stagione 2018 per un infortunio che lo costrinse a sottoporsi alla Tommy John surgery.

### Texas Rangers e Seattle Mariners
Il 4 dicembre 2018 firmò un contratto di minor league con i Texas Rangers.
Il 15 dicembre 2020, i Rangers scambiarono Montero con i Seattle Mariners per il giocatore di minor league Jose Corniell e un giocatore da nominare in seguito. Lo scambio venne completato il 14 giugno 2021 con l'invio del giocatore di minor league Andres Mesa ai Rangers.
Il 23 luglio 2021, Montero venne designato per la riassegnazione dai Mariners.

### Houston Astros
Il 27 luglio 2021, i Mariners scambiarono Montero e Kendall Graveman con i Houston Astros per Abraham Toro e Joe Smith. Giocò la sua ultima partita stagionale l'8 agosto, perdendo il resto della stagione a causa di un infortunio alla spalla destra.

## Palmarès
- (1) Futures Game Selection (2013)
- (1) Baseball America Minor League All-Star (2013)
- (1) MiLB.com Organization All-Star (2013)
- (2) Lanciatore della settimana della Pacific Coast League "PCL" (11 agosto 2014, 15 maggio 2016)
- (1) Lanciatore della settimana della Eastern League "EAS" (31 luglio 2016)
- (1) Lanciatore della settimana della Florida State League "FSL" (13 agosto 2012)